# 洛克米爾 (新罕布什爾州)
洛克米爾（英語：Lochmere）是位於美國新罕布什爾州貝爾納普縣的非建制地區。

## 歷史
洛克米爾的郵局自1912年營運至今。

## 地理
洛克米爾所處的海拔為高於海平面159米（即522英呎），而該地所採用的時區為UTC-5，即北美东部时区（EST）。同時該地設有夏令時間，為UTC-5調快一小時，即UTC-4（EDT）。